# Doornmeervallen
De doornmeervallen (Doradidae) zijn een familie van straalvinnige vissen uit de orde van meervalachtigen (Siluriformes).

## Geslachten
- Acanthodoras Bleeker, 1862
- Agamyxis Cope, 1878
- Amblydoras Bleeker, 1862
- Anadoras C. H. Eigenmann, 1925
- Anduzedoras Fernández-Yépez, 1968
- Astrodoras Bleeker, 1862
- Centrochir Agassiz, 1829
- Centrodoras C. H. Eigenmann, 1925
- Doraops L. P. Schultz, 1944
- Doras Lacepède, 1803
- Franciscodoras C. H. Eigenmann, 1925
- Hassar C. H. Eigenmann & R. S. Eigenmann, 1888
- Hemidoras Bleeker, 1858
- Hypodoras C. H. Eigenmann, 1925
- Kalyptodoras H. Higuchi, Britski & Garavello, 1990
- Leptodoras Boulenger, 1898
- Lithodoras Bleeker, 1862
- Megalodoras C. H. Eigenmann, 1925
- Merodoras H. Higuchi, Birindelli, Sousa & Britski, 2007
- Nemadoras C. H. Eigenmann, 1925
- Opsodoras C. H. Eigenmann, 1925
- Orinocodoras G. S. Myers, 1927
- Ossancora Birindelli & Sabaj Pérez, 2011[2]
- Oxydoras Kner, 1855
- Physopyxis Cope, 1871
- Platydoras Bleeker, 1862
- Pterodoras Bleeker, 1862
- Rhinodoras Bleeker, 1862
- Rhynchodoras Klausewitz & Rössel, 1961
- Scorpiodoras C. H. Eigenmann, 1925
- Trachydoras C. H. Eigenmann, 1925
- Wertheimeria Steindachner, 1877